# Peppino di Capri
Peppino di Capri, nome artístico de Giuseppe Faiella (Capri, 27 de julho de 1939), é um cantor italiano.
Iniciou sua carreira no começo dos anos 60, sendo o primeiro artista nacional a fazer sucesso com um twist na Itália (Saint Tropez Twist, de 1962). Venceu os festivais de San Remo, em 1973 e 1976. Conquistou também o Festival de Napoli, em 1970.
Desfruta de sucesso internacional, inclusive no Brasil, com as canções "Roberta" (1963) , "Champagne" (1973), "Mai" (1975) e "Un Grande Amore e Niente Più (1973).
O cantor interpretou o tema "Comme è ddoce 'o mare", no Festival Eurovisão da Canção 1991, cantando em napolitano, alcançando o sétimo lugar.

## Biografia

### O início (1953-1957)
Originário de uma família de músicos (o avô era um músico de uma banda de Capri e o pai, Bernardo, possuía uma loja de discos e instrumentos musicais, e no tempo livre tocava sax, clarinete, violoncelo e contrabaixo em uma orquestra), se exibe pela primeira vez com a idade de quatro anos, em 1943, tocando piano diante das tropas americanas na ilha natal durante a guerra.
Com seis anos começa estudar piano com uma severa professora alemã, em Nápoles, mas em 1953 começa a exibir-se com o amigo Ettore Falconieri, tocador de bateria, nos night-clubs de Capri, com a denominação de Duo Caprese. A professora, ao tomar conhecimento do fato, decide deixá-lo, uma vez que ele decide exclusivamente se dedicar à nascente música rock de importação americana.
Em 26 de agosto de 1956, Pepino e Ettore chegam à TV, na transmissão Primo applauso, conduzida por Enzo Tortora. Tratava-se de uma espécie de concurso, no qual terminam em primeiro, mas não chegam naquele momento a obter contratos discográficos.
Sempre com Falconieri, conhecido como Bebè, à batteria, e outros amigos (Pino Amenta ao baixo, Mario Cenci à guitarra e Gabriele Varano ao sax), forma em 1957 um grupo chamado i Capri boys vagamente inspirado nos típicos grupos jazz/swing americanos. Obtêm bom sucesso nos vários locais das duas ilhas do golfo de Nápoles, por vezes reelaborando sucessos de época napolitanos ou americanos, ou até compondo novos branos.
Em particular, o guitarrista napolitano Cenci se revelará muito prolífico e criativo na composição. Naquele mesmo ano Peppino e Mario se inscrevem na SIAE. Nota-se que o cantor assinará todas as suas canções até 1989 com o seu nome de batismo. Naquele ano os dois compõem canções como Let me cry (a sua primeira) e reelaboram peças como Last train to San Fernando, Resta cu'mme e Strada 'nfosa, as duas últimas de Domenico Modugno.

### A estreia discográfica e os primeiros sucessos (1958-1959)
Em um show em Ischia, em agosto de 1958, o grupo é notado por um dirigente da gravadora milanesa Carish, que estava de férias. Gostando do grupo, lhes propõe um contrato discográfico. Em 26 de setembro os cinco músicos partem para Milão com uma Fiat 1100 para interpretar dez músicas propostas pela gravadora. Quase todas eram músicas já tocadas pelo grupo nas noitadas locais. Cenci sugere a Peppino, diminutivo de Giuseppe (Giuseppino), que passe a se denominar Peppino di Capri. O nome da banda será Peppino di Capri e os seus Rockers.
No início a inspiração do grupo é a produção rock'n'roll americana do fim dos anos 50. Peppino se inspira na aparência de cantores americanos, como o texano Buddy Holly.
De 26 a 30 de setembro, o grupo interpretará nos estúdios de gravação Carish, dez músicas que serão publicadas em cinco 45 rotações. Em 20 de outubro de 1958 é publicado o primeiro, Let me cry/You're divine dear, seguido em 9 de novembro pelo segundo, L'autunno non è triste/Mambo alfabetico. Mas o terceiro, publicado em 28 de novembro, Pummarola boat/Nun è peccato, os leva ao grande sucesso, graças à última música escrita por Silvano Birga, Ugo Calise e Carlo Alberto Rossi, que se torna um sucesso da música italiana. Em 6 de dezembro sai o quarto, Last train to San Fernando/Teach you to rock.
Em 15 de dezembro sai o quinto que repetirá o sucesso imediato, mbraccio a mme/Malatia'. É possível evidenciar a tentativa de Peppino e seus colegas de renovar o ritmo e sonoridade da música napolitana, testando outras sonoridades como o mambo, o cha cha cha e o jazz. Em 16 de dezembro sai o primeiro 33 rotações do cantor que inclui todas as dez músicas publicadas anteriormente nos cinco 45 rotações e consegue um ótimo sucesso de vendas, resultando em um dos álbuns italianos mais vendidos na estação.
No ano sucessivo, reelabora sucessos do Festival de Sanremo ou músicas já famosas de cantores e grupos estrangeiros. No verão de 1959, recria sete músicas do Festival de Nápoles daquele ano, uma das quais, Vieneme 'nzuonno, que terá muito sucesso na sua interpretação. Terá, porém, que esperar até o final do ano para obter outro grandíssimo sucesso, a sua interpretação de Voce e' notte, clássico napolitano, de 1905, que o fará imediatamente subir nas listas de mais ouvido.

### A consagração (1960-1966)
Em 1960, inicia a consagração do artista. Publica quatorze 45 rotações e dois álbuns de grandíssimo sucesso, resultando onipresente nos hit parades. No ano das Olimpíadas, Peppino di Capri e os seus Rockers e se exibem no mítico Ballo dei Re, em Nápoles e no palácio Serra de Cassano.
Interpreta um dos seus maiores sucessos, Nessuno al mondo, versão italiana da planetária No arms can ever hold you, de Pat Boone, de 1955. Nun giurà, canzone de Armando Romeo, autor de Malatia, Abrete sesamo, uma reelaboração de uma clássica balada sul-americana de cha cha cha, são outras recriações. No verão interpreta A pianta e' stelle e Luna caprese, revisão de um sucesso napolitano de sei anos antes que se tornará unanimemente famosa como uma música de seu repertório. Termina o verão com I te vurria vasá, outra reinterpretação da canção de 1899, Per un attimo e Che vita. Essas últimas se tornarão trilhas sonoras de filmes.
Nesse momento começa também a atividade cinematográfica, recitando em alguns musicais junto a Mina e outros cantores da época. Será protagonista junto a Maurizio Arena do filme Maurizio, Peppino e le indossatrici (1961), exibindo outros sucessos como Vicino o mare, Se piangi tu e Lassame.
Também o ano de 1961 foi ótimo em sucessos de venda. De Ciento strade a Stanotte nun dormi, à reelaboração da popular Parlami d'amore Mariù, à Piscatore 'e Pusilleco, ao cha cha cha Cinque minuti. Muitas dessas interpretações da estação serão utilizadas em filmes da época. Em dezembro lança o fenômeno twist na Itália, graças à interpretação da música Let's Twist Again, criado alguns meses antes nos Estados Unidos por Chubby Cheker. A canção ficará em 27 de fevereiro de 1962 na primeira posição da classificação por duas semanas e será trilha sonora do filme Twist, lolite e vitelloni, no qual o cantor estará novamente presente como ator.
Em 1962, alcança outros sucessos com músicas como Scetate, reecriação de uma música napolitana de 1885, Torna piccina, uma música popular italiana dos anos 40, Don't play that song, mas sobretudo St. Tropez Twist, que o reconfirmará, no verão, como rei do twist. Em agosto do mesmo ano efetua um tour pela Alemanha, no qual interpreta algumas músicas em alemão nunca publicadas na Itália. No fim do ano obtêm ótimo sucesso com a sua versão de Speedy Gonzales que chega à primeira posição por duas semanas, de 12 de janeiro de 1963 e se juntará à lista de grandes sucessos do cantor.
Em 1963, participa e vence a segunda edição do Cantagiro, junto a Little Tony, com a canção Non ti credo. No nesmo ano escala a lista de hit-parades com Roberta, dedicada à sua primeira mulher, a modelo torinesa Roberta Stoppa.
Naquele mesmo período participa por várias turnês pelo mundo. Se exibe ao xá da Pérsia, Reza Pahlavi.
Após haver interpretado ele mesmo junto aos Rockers no filme Siamo tutti pomicioni, de 1963, dirigido por Marino Girolami, no ano seguinte, participa da primeira edição de Un disco per l'estate, de 1964, com a canção Sole due righe, classificando-se em quarto lugar. Volta à mesma manifestação canora no ano sucessivo com a música La lunga strada.
Em 1965, com seu grupo, faz shows de abertura dos Beatles, na Itália. No mesmo período interpreta a versão italiana de Girl, célebre sucesso dos rapazes de Liverpool.

### Período de crise (1967-1969)
Os três anos sucessivos são um período não particularmente lucrativo. Participa pela primeira vez do Festival de Sanremo com a canção Dedicato all'amore, que não chega à final, e não alcança sucesso. Por conseguinte, no mesmo ano a produção discográfica decai e não entra no hit parade.
Em 1968, interpreta uma das primeiras canções do letrista Claudio Mattone, È sera, que entra em disputa na manifestação Un disco per l'estate que inicialmente não alcança muita venda, tornando-se reconhecida no decorrer dos anos um clássico do seu repertório. No outono do mesmo ano, por conta da crise nas vendas, Cenci e Varano abandonam o grupo. São substituídos por Piero Braggi, na guitarra, e Gianfranco Raffaldi, no órgão e teclado.
Em 1969, se apresenta ao Festival de Nápoles com Tu, primeira música escrita com o letrista Mimmo di Francia, que ainda não pode assinar enquanto não esteja inscrito na SIAE. A música não obtém sucesso. No mesmo ano se separa da esposa Roberta, e depois da publicação do último 45 rotações para a Carish, Munasterio 'e Santa Chiara/Malafemmena, abandona a gravadora, tentando uma reviravolta arriscada, a fundação de sua própria casa discográfica.
O renascimento (1970-1979) A reviravolta começa em 1970, com a fundação da sua etiqueta discográfica, a Splash. No mesmo ano, depois da publicação de dois singles de escasso sucesso, a vitória é alcançada no Festival de Nápoles com Me chiamme ammore, que o fez reentrar no hit parade e o encontro com Giuliana, sua segunda mulher. Nasce, através da precedente Roberta, também o seu primeiro filho, Igor.
Publica no fim do ano o álbum Napoli ieri - Napoli oggi. Ao conseguir bons índices de venda, o cantor é convencido a publicar um segundo álbum com a mesma capa de veludo, mas de cor diferente, e outros dois, em 1973 e 1975. Os discos reelaboram em estilo rock algumas músicas clássicas do repertório napolitano, além de novas composições que suscitam um interesse ainda maior do público.
Em 1971, participa do Festival de Sanremo com uma música de Pino Donaggio, L'ultimo romantico, que porém na sua interpretação, não alcança sucesso. Sucessivamente publica Musica, Frennesia que participaria da edição, não ocorrida, do Festival de Nápoles, e Amare di meno, sigla da transmissão televisiva Rischiatutto, conduzida por Mike Bongiorno. No ano sucessivo publica dois LPs, Hits vol 1 e Hits vol. 2.
Outro sucessos de 1972 são Una catena d'oro (apresentada a  Un disco per l'estate), Soli io e Magari, apresentada em Canzonissima.
Obtém o triunfo, em 1973, com duas canções. Uma delas é Un grande amore e niente più, que vence o Festival de Sanremo, e Champagne, escrito por Mimmo di Francia, que se torna uma das mais célebres. Em 1974 e 1975, volta à disputa de Un disco per l'estate, respectivamente, com Amore grande, amore mio e Piccolo ricordo.
Vence novamente o Festival de Sanremo, em 1976, com Non lo faccio più. No fim do ano publica um álbum no qual reelabora os sucessos da década anterior. Lança a inédita Trovarsi e perdersi.
Em 1977, o obtém sucesso com Incredibile voglia di te e continua o filão das reinterpretações de clássicos da música napolitana com Aiere e Piacere.
Em 1978, o álbum Verdemela traz dois sucessos. Fiore di carta, versão italiana de How deep is your love, do Bee Gees, e Auguri. No ano sucessivo, lança Fresca fresca e Portami a ballare. Publica o disco Viaggi.

### Os anos sucessivos (1980-2014)
Nas décadas seguintes continua a carreira musical, obtendo outros sucessos como Tu cioè, E mo' e mo e Il sognatore.
Em 1982, publica um disco de enorme sucesso, Juke Box, no qual reinterpreta clássicos dos anos 60. A execução do coro do álbum é da pop-band napolitana Il Giardino dei Semplici.
Representa a Itália no Eurovision Song Contest, de 1991, com Comm'è ddoce 'o mare, primeira canção não italiana da história da competição, terminando em sétimo.
Em 2008, festeja cinquenta anos de carreira musical. Em 20 de outubro, dia da publicação do seu 45 rotações de estreia, promove um concerto no Teatro Alferi, de Turim, cidade à qual estava ligado por causa da ex-mulher Roberta.
Detém junto a Milva e Toto Cutugno o recorde de participações no Festival de Sanremo, 15 vezes.
Em maio de 2013 lança uma nova música em língua napolitana intitulada A voglia 'e cantà.
Em dezembro de 2013, por ocasião do quadragésimo aniversário do seu sucesso Champagne, lança uma nova versão acompanhada por um vídeoclip, realizado pela casa de produção Tilapia Animation e apresentada no Capri Hollywood Festival.

## Participações no Festival de Sanremo
- 1967 - Dedicato all'amore em dupla con Dionne Warwick (Eliminado)
- 1971 - L'ultimo romantico em dupla con Pino Donaggio (11º lugar)
- 1973 - Un grande amore e niente più (1º lugar)
- 1976 - Non lo faccio più (1º posto)
- 1980 - Tu cioè... (Finalista)
- 1985 - E mo’ e mo’ (9º lugar)
- 1987 - Il sognatore (5º lugar)
- 1988 - Nun chiagnere (17º lugar)
- 1989 - Il mio pianoforte (11º lugar)
- 1990 - Evviva Maria em dupla com Kid Creole & The Coconuts (Finalista)
- 1992 - Favola blues em dupla com Pietra Montecorvino (14º lugar)
- 1993 - La voce delle stelle (Eliminado)
- 1995 - Ma che ne sai (Se non hai fatto il pianobar) junto a Gigi Proietti e Stefano Palatresi com o nome de Trio Melody (13º lugar)
- 2001 - Pioverà (Habibi ené) (11º lugar)
- 2005 - La panchina (Finalista)

## Participações a Un disco per l'estate
- 1964 - Solo due righe (quarto lugar na final)
- 1965 - La lunga strada
- 1966 - Operazione sole
- 1968 - È sera
- 1972 - Una catena d'oro (semifinalista)
- 1974 - Amore grande, amore mio (semifinalista)
- 1975 - Piccolo ricordo

## Discografia

### Álbum de estúdio
- 1958 - Peppino di Capri e i suoi Rockers
- 1960 - Peppino di Capri e i suoi Rockers
- 1960 - Nessuno al mondo
- 1961 - Peppino di Capri e i suoi Rockers
- 1962 - Peppino di Capri e i suoi Rockers
- 1962 - Peppino di Capri e i suoi Rockers
- 1963 - Peppino di Capri e i suoi Rockers
- 1964 - Peppino di Capri e i suoi Rockers
- 1964 - Peppino di Capri e i suoi Rockers
- 1966 - Girl
- 1970 - Napoli ieri - Napoli oggi
- 1971 - Napoli ieri - Napoli oggi - Vol. II
- 1972 - Hits - Vol. I
- 1972 - Hits - Vol. II
- 1973 - Peppino di Capri e i New Rockers
- 1973 - Napoli ieri - Napoli oggi - Vol. III
- 1974 - Il giocatore
- 1975 - Napoli ieri - Napoli oggi - Vol. IV
- 1976 - ...e cominciò così
- 1976 - Non lo faccio più
- 1977 - Aiere
- 1978 - Verdemela
- 1979 - Viaggi
- 1980 - Con in testa strane idee
- 1981 - Bona furtuna
- 1982 - Juke Box
- 1983 - Torno subito!
- 1985 - Zitto zitto
- 1987 - Il sognatore
- 1990 - I ragazzi di ieri
- 1991 - omme è ddoce 'o mare
- 1992 - ...e cerchi il mare
- 1995 - Ma che ne sai... (...se non hai fatto il piano-bar (come Trio Melody con Gigi Proietti e Stefano Palatresi)
- 1995 - Di Capri...di più
- 2001 - Fase 3
- 2003 - In tour
- 2005 - Amore.it
- 2007 - Ad occhi chiusi... Napoli
- 2011 - Magnifique
- 2014 - L'acchiappasogni
- 2019 - Mister...Peppino Di Capri

### Álbuns ao vivo
- 1988 - Peppino di Capri in concerto
- 1996 - Due ragazzi così - live '96 (con Fred Bongusto)

### Singles
- 1958 - L'autunno non è triste/Let me cry
- 1958 - Last train to San Fernando/Mambo alfabetico
- 1958 - Pummarola boat/Nun è peccato
- 1958 - Let me cry/You're divine dear
- 1958 - L'autunno non è triste/Mambo alfabetico
- 1958 - Pummarola boat/Nun è peccato
- 1958 - Last train to San Fernando/Teach you to rock
- 1958 - 'mbraccio a mme/Malatia
- 1959 - Sempre con te/Partir con te
- 1959 - Piove/Nessuno
- 1959 - Donna/M'addormento con te
- 1959 - Nun me lassà/Si turnata
- 1959 - When/Stupid Cupid
- 1959 - Viene vicino a mmé/La duena de mi corazon
- 1959 - Midnight/Forget Me
- 1959 - Carina/Guardatemi bene
- 1959 - Com'è bello/Forget Me
- 1959 - Sta' miss 'nciucio/Primma e dopo
- 1959 - Forget Me/Guardatemi bene
- 1959 - Solitudine/Sarrà chi sa
- 1959 - Napulione 'e Napule/Pimma e dopo
- 1959 - Forget me?/Nun è peccato
- 1959 - Accussì/Vieneme 'nzuonno
- 1959 - Ghiaccio/Chissà pecché...
- 1959 - Mamalola/Lassame
- 1959 - At Capri you'll find the fortune/Voce 'e notte
- 1959 - Malatia/Lassame
- 1959 - Libero/È mezzanotte
- 1960 - È vero/Colpevole
- 1960 - Danni Boy/Marina
- 1960 - Nessuno al mondo/Nun songh'io
- 1960 - Il mio incubo/Io tremmo
- 1960 - Nun giurà/Suonno
- 1960 - Abrete Sesamo/Ch'aggia ffa
- 1960 - Mai dire mai/Lady
- 1960 - Freva/'A pianta 'e stelle
- 1960 - Luna caprese/Vicino 'o mare
- 1960 - Il nostro concerto/Se piangi tu
- 1960 - Notte di luna calante/I' te vurria vasà
- 1960 - Per un attimo/Te voglio stasera
- 1960 - Che vita/Tu sei l'orizzonte
- 1961 - No, nun dì ca me vuò bbene/Ciento strade
- 1961 - Aprile a Napoli/Nun m'aspettà chesta sera
- 1961 - Stanotte nun durmì/Peppino
- 1961 - Parlami d'amore Mariù/Pensiero
- 1961 - Noi due/'A paura
- 1961 - Guardando il cielo/No, nun è overo
- 1961 - Piscatore 'e Pusilleco/Non siamo più insieme
- 1961 - Cinque minuti ancora/Quando
- 1961 - Parlami d'amore Mariù/Stanotte nun durmì
- 1961 - Voca e va piscatò/'E nnamurate
- 1961 - Bianco Natale/Jingle bells
- 1961 - Let's twist again/Non siamo più insieme
- 1962 - The jet/Everybody dance
- 1962 - Scetate/Le stelle d'oro
- 1962 - St. Tropez Twist/Daniela
- 1962 - Torna piccina/Verso te
- 1962 - Sogno d'amore twist/Nell'immenso del cielo
- 1962 - Addio mondo crudele/Don't play that song
- 1962 - Speedy Gonzales/Madison time
- 1962 - New York/Dammi la primavera
- 1963 - Roberta/Nustalgia
- 1963 - Vita difficile/Per te morirò
- 1963 - Non ti credo/Poof
- 1963 - Yes/T'hanno vista domenica sera
- 1963 - Baby/I marziani/...e voi ridete
- 1964 - Shout/Ieri sera a quella festa
- 1964 - Piccatura/Chi accende le stelle?
- 1964 - Solo due righe/Boom! Boom! Surf
- 1964 - È un'ora che ti aspetto/Ti pentirai
- 1964 - Chiove/Io no
- 1964 - Topless/Se ti senti sola
- 1964 - Didi da didi du/Se ti senti sola
- 1964 - Ieri/Forse lo so/Perché
- 1964 - Voce 'e notte/I' te vurria vasà
- 1965 - Forse qualcuno lo sa/Melancolie
- 1965 - La lunga strada/Non rimpiangerai
- 1965 - Che figura/Morire a Capri
- 1965 - La fuga/La la la la la
- 1966 - Girl/Ora siamo qui
- 1966 - Operazione sole/Non chiedo più niente per me
- 1966 - Lucia/Ce vo' tiempo
- 1966 - Adesso che c'è lei/Quanno duie se vonno bene
- 1966 - L'amore non è amore senza te/Gira...gira...
- 1967 - Dedicato all'amore/Dillo a tuo padre
- 1967 - Ritorna da me/L'amore viene e va
- 1967 - 'O tiempo 'e Maria/Tutta pe' mme
- 1967 - Piangi piangi/Capri
- 1968 - È sera/Chiudere gli occhi
- 1968 - Cara piccina/Bach 70
- 1968 - La colpa è della vita/Mi fermo ogni sera
- 1969 - Tu/Vola vola
- 1969 - Munasterio 'e Santa Chiara/Malafemmena
- 1970 - Barbara/The River
- 1970 - Annalee/Suspiranno
- 1970 - Me chiamme ammore/Torna
- 1971 - L'ultimo romantico/L'accenno di un sorriso
- 1971 - Musica/'Na sera e' maggio
- 1971 - Frennesia/Signò dint'a sta chiesa
- 1971 - Amare di meno/Un anno fa
- 1972 - Una catena d'oro/Che delusione, amore, questa sera
- 1972 - Solo io/Probabilmente
- 1972 - Magari/Munasterio è Santa Chiara
- 1973 - Un grande amore e niente più/Per favore non gridare
- 1973 - Scusa.../Piano piano, dolce dolce
- 1973 - Champagne/La prima sigaretta
- 1974 - Amore grande, amore mio/E ridendo ridendo
- 1974 - Domani/Finale scontato
- 1974 - Mai/Lasciamo stare
- 1975 - Un piccolo ricordo/Gelusia
- 1975 - Amo/Il giocatore
- 1975 - Amo/Love me as though there were no tomorrow
- 1976 - Non lo faccio più/Vorrei, vorrei, vorrei
- 1976 - Pazzo di te/Se io vado via
- 1976 - Trovarsi e perdersi/Non sono dio
- 1977 - Incredibile voglia di te/Il musicista
- 1977 - Piccerè/Tu m'arrubave l'aria
- 1978 - Auguri/Piccerè
- 1978 - Love me/Fiore di carta
- 1979 - Portami a ballare/Avvicinati
- 1979 - Fresca fresca/Veliero
- 1980 - Tu, cioè/Anima
- 1980 - Cristina/Il cacciatore
- 1981 - Ammore/Capri, sempe blu'
- 1981 - Bona furtuna/Allero, allero
- 1983 - Sera/Ci sei
- 1985 - E mo e mo (te voglio bene)/Chi sa, chi sa...
- 1986 - Stasera (Like an angel) / Un'estate fra le dita
- 1987 - Il sognatore/Te sento luntana
- 1988 - Nun chiagnere/Alta marea
- 1989 - Il mio pianoforte/Like an angel
- 1990 - Evviva Maria/Evviva Maria (strumentale)
- 1991 - Comme è ddoce 'o mare/'O sole

### EP
- 1959 - Piove/Partir con te/Nessuno/Sempre con te
- 1959 - Let me cry/Malatia/Last train to San fernando/'Mbraccio a mme
- 1959 - Midnigt/M'addormento con te/Donna/La duena de mi corazon
- 1959 - Sì turnata/Stupid cupid/Forget me?/When
- 1959 - Ghiaccio/Chissà pecché/Lassame/Nun è peccato
- 1959 - Libero/Colpevole/È vero/È mezzanotte
- 1960 - Danny boy/Il mio incubo/Suonno/Nun giurà
- 1960 - Marina/Nessuno al mondo/Voce 'e notte/Nun songh'io
- 1960 - I' te vurria vasà/Se piangi tu/Notte di luna calante/Lady
- 1960 - Luna caprese/Freva/Mai dire mai/'A pianta 'e stelle
- 1961 - Parlami d'amore Mariù/Ciento strade/Per un attimo/Stanotte nun durmì
- 1961 - Aprile a Napoli/Tu sei l'orizzonte/Peppino/Nun m'aspettà chesta sera
- 1961 - Piscatore 'e Pusilleco/Non siamo più insieme/Voca e và piscatò/Cinque minuti ancora
- 1962 - Let's twist again/Non siamo più insieme/the jet/Everybody dance
- 1962 - Daniela/Torna piccina/Verso te/St. Tropez twist
- 1962 - Speedy gonzales/Madison time/Don't play that song/Addio mondo crudele
- 1963 - Roberta/Vita difficile/Nustalgia/Per te morirò
- 1997 - Voglia di tre
- 2007 - Roberta (solo un giorno, solo un'ora)
- 2008 - Amare di meno (con Luigi Libra)

## Filmografia
- Mina... fuori la guardia, dirigido por Armando W. Tamburella (1961)
- Cacciatori di dote, dirigido por Mario Amendola(1961)
- Io bacio... tu baci, dirigido por Piero Vivarelli (1961)
- Maurizio, Peppino e le indossatrici, dirigido por Filippo Walter Ratti (1961)
- Pesci d'oro e bikini d'argento, dirigido por Carlo Veo (1961)
- Vacanze alla Baia d'Argento, dirigido por Filippo Walter Ratti (1961)
- Che femmina!! e... che dollari!, dirigido por Giorgio Simonelli (1961)
- Canzoni a tempo di twist, dirigido por Stefano Canzio (1962)
- Twist, lolite e vitelloni, dirigido por Marino Girolami (1962)
- Canzoni nel mondo, dirigido por Vittorio Sala (1963)
- Urlo contro melodia nel Cantagiro 1963, regia di Arturo Gemmiti (1963)
- Comizi d'amore, dirigido por Pier Paolo Pasolini (1965)
- Viale della canzone, dirigido por Tullio Piacentini (1965)
- Giorno caldo al Paradiso Show, dirigido por Enzo Di Gianni (1965)
- Totò a Napoli (1967) Telefilme dirigido por Daniele D'Anza
- La polizia interviene: ordine di uccidere! dirigido por Giuseppe Rosati (1975)
- Cuando calienta el sol... vamos alla plaia, dirigido por Mino Guerrini (1983)
- A spasso nel tempo, dirigido por Carlo Vanzina (1996)
- Non lo sappiamo ancora, regia di Stefano Bambini, Alan De Luca e Lino D'Angiò (1999)
- Terra bruciata, dirigido por Fabio Segatori (1999)
- Capri, 1 episodio, dirigido por Enrico Oldoini (2006) série de TV
- Natale col boss, dirigido por Volfango De Biasi (2015)